# دبلیودبلیوئی استامپینگ گروندز
دبلیودبلیوئی استامپینگ گرَوندز (به انگلیسی: WWE Stomping Grounds) یک رویداد غیر رایگان (Pay-Per-View) در کشتی حرفه‌ای است که توسط کمپانی دبلیودبلیوئی و برای برندهای راو و اسمک‌داون تهیه می‌شود و این دوره‌اش هم در ۲۳ ژوئن ۲۰۱۹ و در مجموعه ورزشی تاکوما دُوم شهر تاکوما، واشینگتن برگزار شد. این رویداد اولین رویداد با این نام بود.

## زمینه‌سازی
استامپینگ گرَوندز شامل مسابقاتی بین دشمنی‌های موجود، ماجراهای پیش آمده و استوری‌هایی خواهد بود که پیش از این در برنامه‌های مختلف دبلیودبلیوئی پخش شده بود. کشتی‌گیرها با توجه به مسابقات یا سری اتفاقاتی که برایشان رخ می‌دهد و تنش را به حد اکثر می‌رساند، نقش منفی یا قهرمان به خود می‌گیرند.

## نتایج
| #                                                                                                 | نتایج                                                          | نوع مسابقه | مدت زمان |
| ------------------------------------------------------------------------------------------------- | -------------------------------------------------------------- | --- | -------- |
| ۱پ                                                                                                | درو گولاک پیروز مقابل تونی نیس (c) و آکیرا توزاوا              | مسابقه تریپل ترت برای قهرمانی کمربند میان‌وزن دبلیودبلیوئی                                                                        | 11:20    |
| ۲                                                                                                 | بکی لینچ (c) پیروز مقابل لِیسی اِوِنس با تسلیم                    | مسابقه تک نفره برای قهرمانی کمربند زنان راو                                                                                      | 11:30    |
| ۳                                                                                                 | کوین اوونز و سمی زین پیروز مقابل د نو دی (بیگ ای و زیویر وودز) | مسابقه تگ تیم | 11:05    |
| ۴                                                                                                 | ریکوشِی پیروز مقابل ساموآ جو (c)                                | مسابقه تک نفره برای قهرمانی کمربند ایالات متحده                                                                                  | 12:25    |
| ۵                                                                                                 | دنیل براین و روئن (c) پیروز مقابل هِوی مشینِری (اوتیس و تاکر)    | مسابقه تگ تیم برای قهرمانی کمربندهای تگ تیم اسمک‌داون                                                                             | 14:25    |
| ۶                                                                                                 | بِیلی (c) پیروز مقابل الکسا بلیس (با همراهی نیکی کراس)          | مسابقه تک نفره برای قهرمانی کمربند زنان اسمک‌داون                                                                                 | 10:35    |
| ۷                                                                                                 | رومن رینز پیروز مقابل درو مک‌اینتایر (با همراهی شین مک‌ماهون)    | مسابقه تک نفره | 17:20    |
| ۸                                                                                                 | کوفی کینگستون (c) پیروز مقابل دالف زیگلر با فرار از قفس        | مسابقه قفس فولادین برای قهرمانی کمربند دبلیودبلیوئی                                                                              | 20:00    |
| ۹                                                                                                 | سث رالینز (c) پیروز مقابل بارون کوربین                         | مسابقه بدون شمارش معکوس خارج رینگ، بدون سلب صلاحیت برای قهرمانی کمربند یونیورسال دبلیودبلیوئی لِیسی اِوِنس داور ویژه این مسابقه بود | 18:25    |
| - (c) – نشان‌دهنده قهرمان(هایی) است که به میدان می‌روند - پ – نشان‌دهنده این است که مسابقه در پری–شو |                                                                | |          |

## مطالب مرتبط
- فهرست قهرمانان کنونی دبلیودبلیوئی‏
- مانی این د بنک (۲۰۱۹)